# مزایده دلار

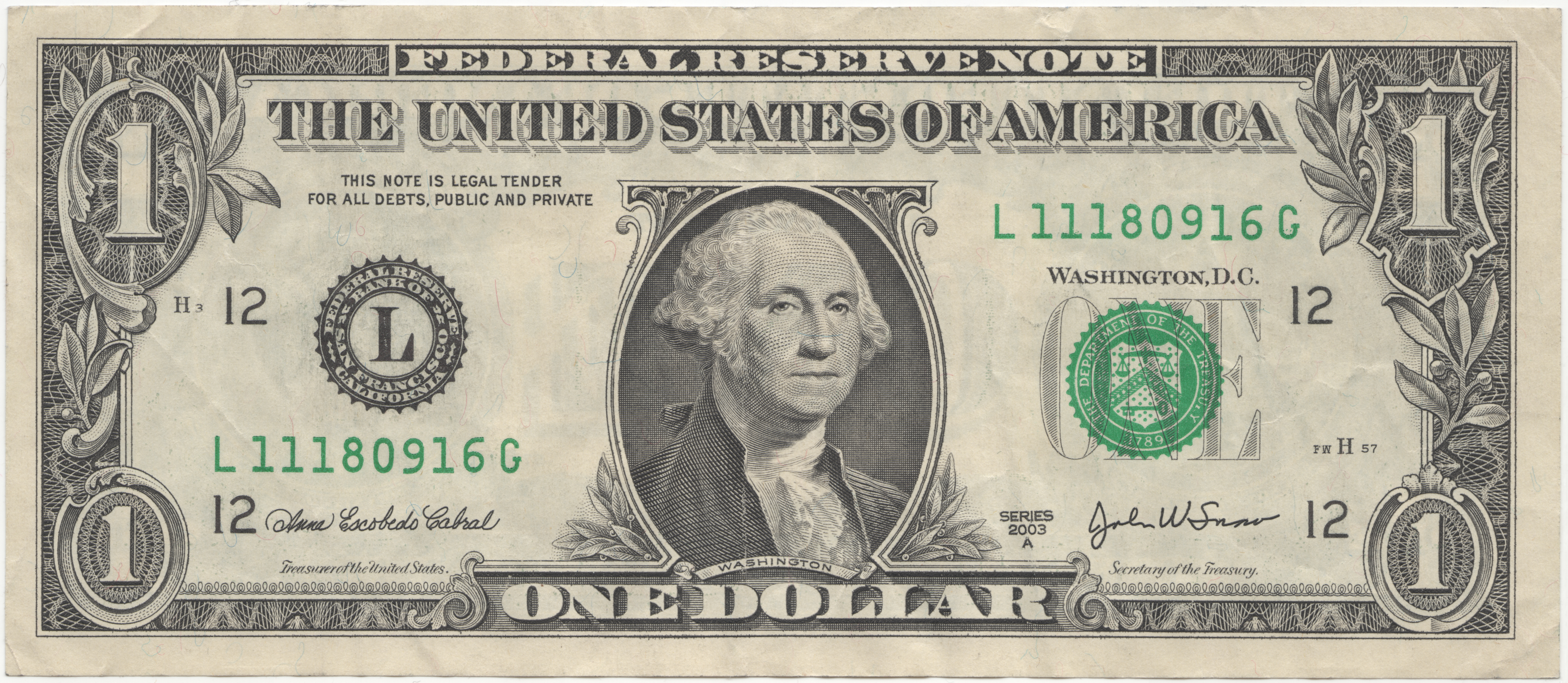
یک اسکناس یک دلاری آمریکا

بازی مزایده دلار یا حراج دلار یک بازی ترتیبی غیر مجموع صفر است. (بازی مجموع-صفر) که توسط اقتصاددانی به نام مارتین شوبیک برای نشان دادن پارادوکس نظریه انتخاب عاقلانه کلاسیک ارائه شد. که نشان می‌دهد در آن بازیکنان که با اطلاعات کامل هستند مجبور می‌شوند که در نهایت یک انتخاب غیرعاقلانه انجام دهند که این انتخاب پیامد یک سری انتخاب‌های عاقلانه‌است.

## ساختار بازی
ساختار بازی یک مزایده‌است که یک دلار را به اینصورت حراج می‌کند: که دلار به بالاترین پیشنهادکننده می‌رسد و این شخص بایستی مقداری که برای دریافت یک دلار پیشنهاد داده‌است را بپردازد و یک دلار را دریافت کند همچنین پیشنهادکننده دومی که برای این یک دلار پیشنهاد کمتری داده‌است هم باید آن مقدار را بدون دریافت یک دلار  بپردازد و در واقع چیزی هم دریافت نمی‌کند. حال فرض کنید نفر اول یک سنت پیشنهاد می‌دهد به امید اینکه ۹۹ سنت سود کند ولی بلافاصله با پیشنهاد دو سنتی نفر دوم از مزایده خارج می‌شود سپس او ۳ سنت پیشنهاد می‌کند تا جلوی ضرر خود را بگیرد این رویه با پیشنهاد نفر بعدی به مقدار ۴ سنت و به همین ترتیب ادامه پیدا می‌کند ولی مشکل جایی به وجود می‌آید که پیشنهاد ۹۹ سنتی مطرح شود حال نفر مقابل با پیشنهاد بیشتر جلوی ضرر ۹۹ سنتی خود را می‌گیرد و بازهم نفر مقابل ۱٫۰۱ دلار پیشنهاد می‌دهد از این نقطه به بعد بازیکنان مرتباً برای کاهش ضرر خود پیشنهاد می‌دهند و در حقیقت دیگر هیچ‌کدام سودی نخواهند کرد.